# Reticio
San Reticio (o Reticius, Rheticus, Rheticius) (en francés: Saint Rhétice) (siglo IV temprano) era un obispo de Autun, en concreto, el primer obispo de Autun conocido en la historia, según la Enciclopedia católica. Fue un erudito escritor galo-romano y vivió alrededor de los años 310 a 339.
Viajó en nombre del emperador Constantino el Grande en 313 al Sínodo de Roma y en 314 al Sínodo de Arlés, con el fin de lograr una solución a la disputa con los donatistas.
Gregorio de Tours alabó a Reticio en sus escrituras.

## De Viris Illustribus
San Jerónimo menciona a Reticio en su famoso libro De Viris Illustribus:

Reticius, obispo de Autun, entre los éduos, tenía grande reputación en la Galia durante el reinado de Constantino. Yo leí sus comentarios "Sobre el Cantar de los Cantares" y otro grande volumen "Contra Novaciano", pero, aparte de estas, no encontré otras obras suyas.
De Viris Illustribus, San Jerónimo.

Reticio fue sucedido en la sede del obispado por Casiano de Autun, también venerado como un santo.